# FESPACO
FESPACO(프랑스어: Festival panafricain du cinéma et de la télévision de Ouagadougou, 영어: Panafrican Film and Television Festival of Ouagadougou)는 부르키나파소 와가두구에서 매년 열리는 영화제이다. 1969년 발족되었다. 제3세계의 칸 영화제라고 불린다.